# Xewkija Heliport
Xewkija Heliport of Gozo Heliport is een vliegveld op het eiland Gozo. Het beschikt over een korte landingsbaan met de richting van 10 en 28 graden van slechts 174 meter, en is hiermee de kortste landingsbaan ter wereld. De baan is alleen geschikt voor ultralightvliegtuigen. Aan het einde van de landingsbaan is aan beide kanten een helipad. Het vliegveld wordt vooral gebruikt voor chartervluchten vanaf en naar Luchthaven Malta. Het is alleen mogelijk om er via VFR te landen.